# Pieve di San Giovanni Battista (Campagnatico)
La pieve di San Giovanni Battista è un edificio religioso situato a Campagnatico, nella provincia di Grosseto.

## Storia
L'antica pieve è situata sui resti del sistema difensivo della rocca, del quale utilizza una torre come campanile, è un edificio dell'epoca di transizione dal romanico al gotico.

## Descrizione
L'edificio adotta uno schema a unica navata con presbiterio rialzato e cappelle inquadrate da ampi archi ogivali. Il portale centrale è architravato sotto un arco a tutto sesto decorato e la parte superiore della facciata presenta un paramento murario bicromo, ove si apre un piccolo occhio con elegante rosone.

## Galleria d'immagini

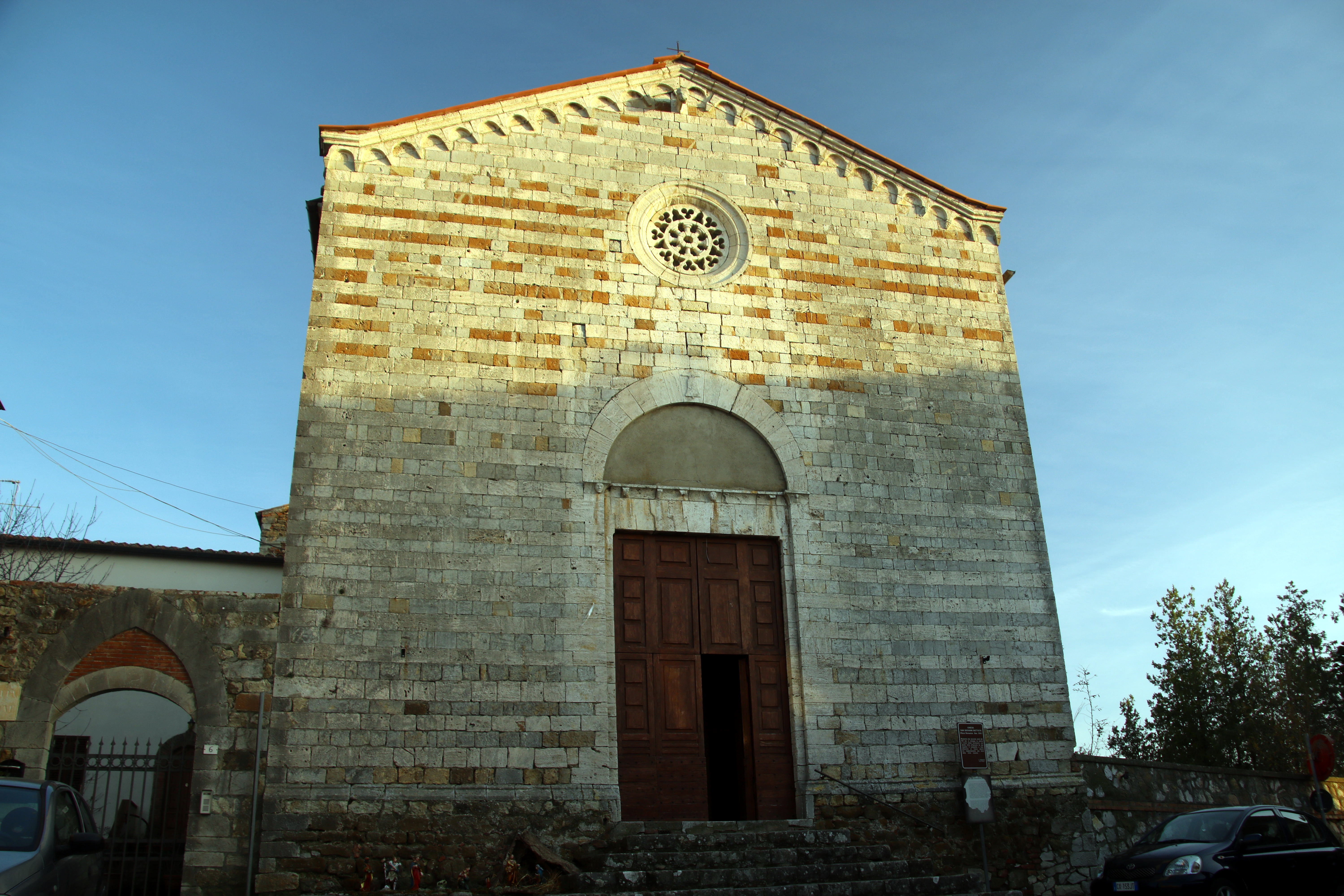
Facciata della pieve
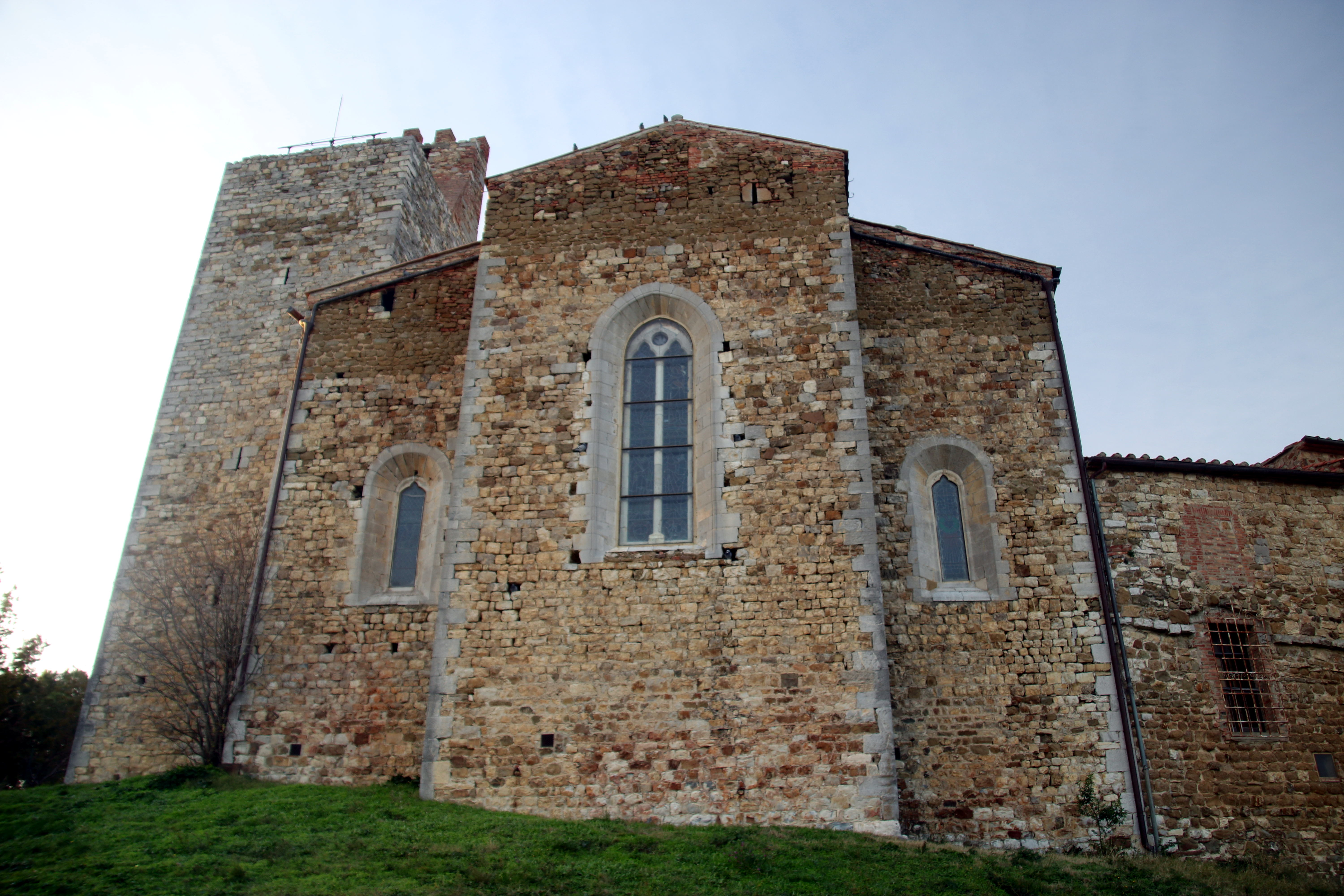
Abside della pieve